# Финогенов, Павел Васильевич
Па́вел Васи́льевич Финоге́нов (28 февраля 1919, Фомино, Псковская губерния — 22 января 2004, Москва) — советский государственный деятель, министр оборонной промышленности СССР (1979—1989), Герой Социалистического Труда (1976). Лауреат Ленинской премии.

## Биография
Родился 28 февраля 1919 года в деревне Фомино Псковской губернии (ныне — Бежаницкого района Псковской области) в крестьянской семье.
В 1936—1941 гг. студент Ленинградского военно-механического института.
С 1941 работал на заводе № 2 им. К. О. Киркижа (ныне — ОАО «Завод им. В. А. Дегтярёва») в городе Ковров Владимирской области.
С 1953 — главный инженер — заместитель директора завода; директор завода.
С 1960 — заместитель председателя Владимирского совнархоза.
С 1963 — начальник управления — член Государственного комитета Совета Министров СССР по оборонной технике.
С октября 1965 — заместитель, с 1973 — первый заместитель министра оборонной промышленности СССР.
С января 1979 — министр оборонной промышленности СССР.
Член КПСС с 1943 года. Член ЦК КПСС в 1981—1990 годах. Делегат XXVI съезда КПСС.
Депутат Верховного Совета СССР 5, 10-11 созывов.
С июля 1989 года — персональный пенсионер союзного значения.

Могила Финогенова на Троекуровском кладбище Москвы.

Умер 22 января 2004 года. Похоронен на Троекуровском кладбище в Москве (участок 1).

## Память
20 января 2006 года на ОАО «Завод им. В. А. Дегтярёва» состоялось торжественное открытие мемориальной доски в честь Героя Социалистического труда Павла Финогенова.

## Награды и звания
- медаль «Серп и Молот» (15 января 1976).
- два ордена Ленина (25 октября 1971; 15 января 1976)
- орден Октябрьской Революции (10 марта 1981)
- орден Трудового Красного Знамени (28 июля 1966)
- орден Красной Звезды (20 января 1944)
- орден «Знак Почёта» (6 марта 1962)
- Ленинская премия (1982)
- две Государственные премии СССР (1979, 1989)
- Почётный гражданин города Ковров (1999)
- Орден «За заслуги перед Отечеством» III степени (1996)
- Почётная грамота Правительства Российской Федерации (24 февраля 1999) — за большой личный вклад в укрепление обороноспособности страны, многолетний добросовестный труд и в связи с 80-летием со дня рождения